# Festival Internacional de Cine de Palm Springs
El Festival Internacional de Cine de Palm Springs (en inglés Palm Springs International Film Festival o PSIFF) es un festival de cine realizado en Palm Springs, California.
El proyecto se inició en 1989 gracias al cantante Sonny Bono, por entonces alcalde de la ciudad. Se celebra anualmente en enero. Es organizado por la Sociedad Internacional de Cine de Palm Springs, quienes también organizan el Palm Springs International ShortFest, un festival de cortometrajes realizado en junio.
Aunque el festival está dedicado principalmente a las películas estadounidenses independientes, el objetivo de su creación fue sacar a la luz en el cine internacional.

## Historia

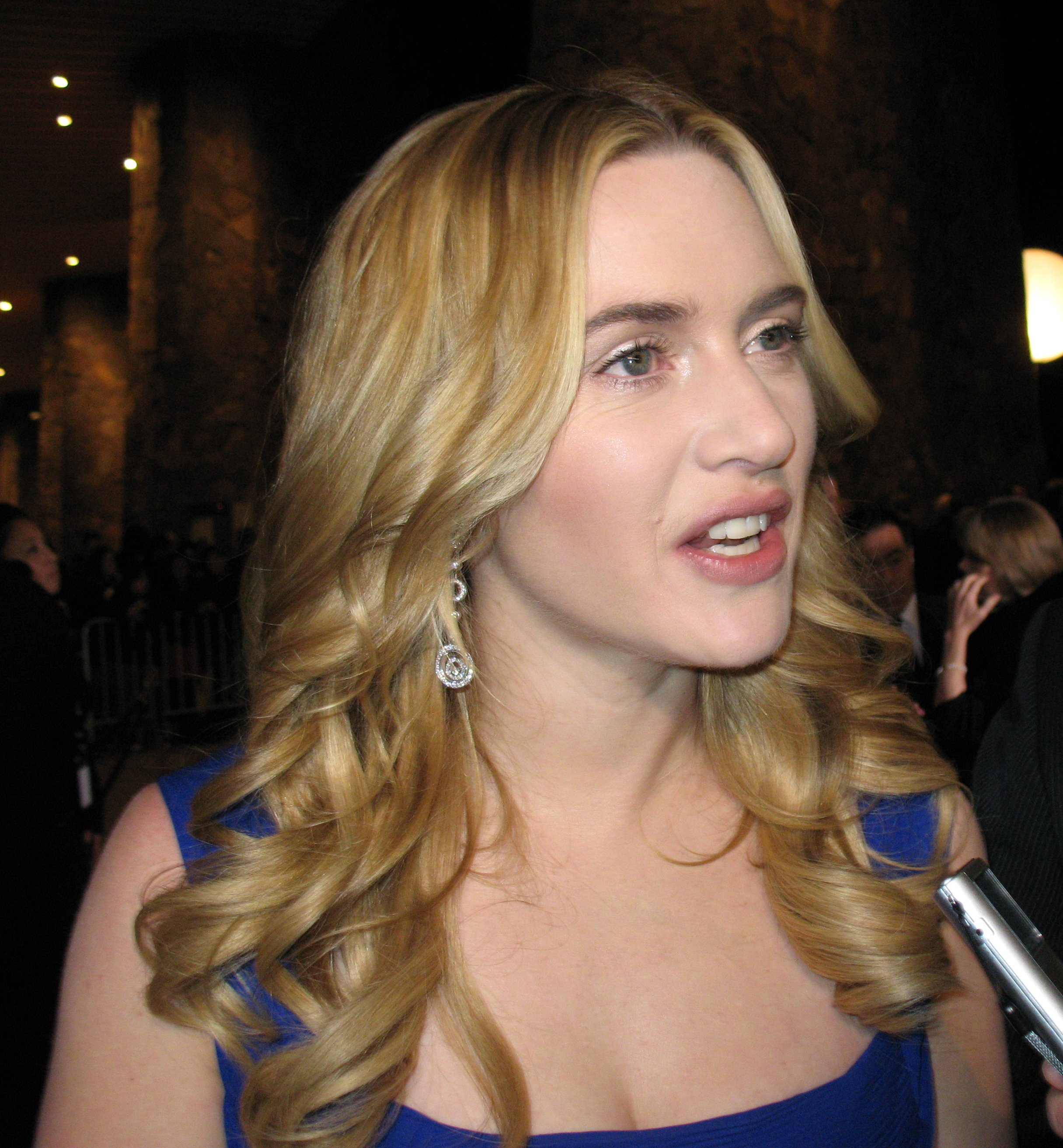
Kate Winslet en el Festival en 2007

En 2013, el festival proyectó 42 de las 71 películas que fueron presentadas por países de todo el mundo a los Premios Oscar para el premio de habla no inglesa de ese año.
El festival suele atraer a cerca de 135.000 habitantes, con un 70% proveniente de fuera del Valle Coachella, incluyendo Canadá y Europa. También se destaca por sus ceremonias de premios donde actores como Brad Pitt, Clint Eastwood, Sean Penn, Dustin Hoffman, Anne Hathaway y Leonardo DiCaprio han aparecido. En enero de 2011, entre los homenajeados del festival se encontraban Ben Affleck y Danny Boyle.
El actual director del festival es Darryl Macdonald, quien fue por mucho tiempo director del Festival de Cine de Seattle.
En 2021 no se llevó a cabo el festival principal, pero sí se llevó a cabo el Festival Internacional de Cortometrajes de Palm Springs del 22 al 28 de junio. A partir del 8 de abril de 2021, el próximo PSIFF estaba programado para el 6 al 17 de enero de 2022.  Sin embargo, debido al aumento de casos de COVID-19, el festival de 2022 fue cancelado.